# Desmopterella denticulata
Desmopterella denticulata är en insektsart som beskrevs av Willy Adolf Theodor Ramme 1941. Desmopterella denticulata ingår i släktet Desmopterella och familjen Pyrgomorphidae. Inga underarter finns listade i Catalogue of Life.